# Maria Rabaté
Pour les articles homonymes, voir Rabaté.
Maria Rabaté, née Bernuchon le 3 juillet 1900 à Moncontour et décédée le 9 février 1985 à Saint-Cloud, est une femme politique française. Membre du Parti communiste français, elle est députée de la 1re circonscription de la Seine de 1946 à 1960.

## Biographie

### Origines et vie familiale
Maria Bernuchon est née à Moncontour dans la Vienne, de parents instituteurs. À partir de 1927, elle vit en couple avec Octave Rabaté. Ils ont deux enfants, Claude (1928) et Jean (1931) et légalisent leur union en 1953.

### Formation et carrière professionnelle
Elle suit les cours de l’école normale d’institutrices de Châteauroux et obtient le brevet supérieur et le certificat d’aptitude pédagogique. Elle exerce son métier dans l’enseignement public de 1919 à 1928.

### Parcours politique
Maria Bernuchon s'engage dans l'action syndicale dès 1919 puis politique en adhérant au comité de la IIIe Internationale puis au Parti communiste français en 1921, peu après sa création. Elle devient membre permanente du PCF à partir de 1933. En mars 1935, Jacques Duclos lui confie le secrétariat de la branche française du Comité mondial des femmes contre la guerre et le fascisme (avec Bernadette Cattanéo). 

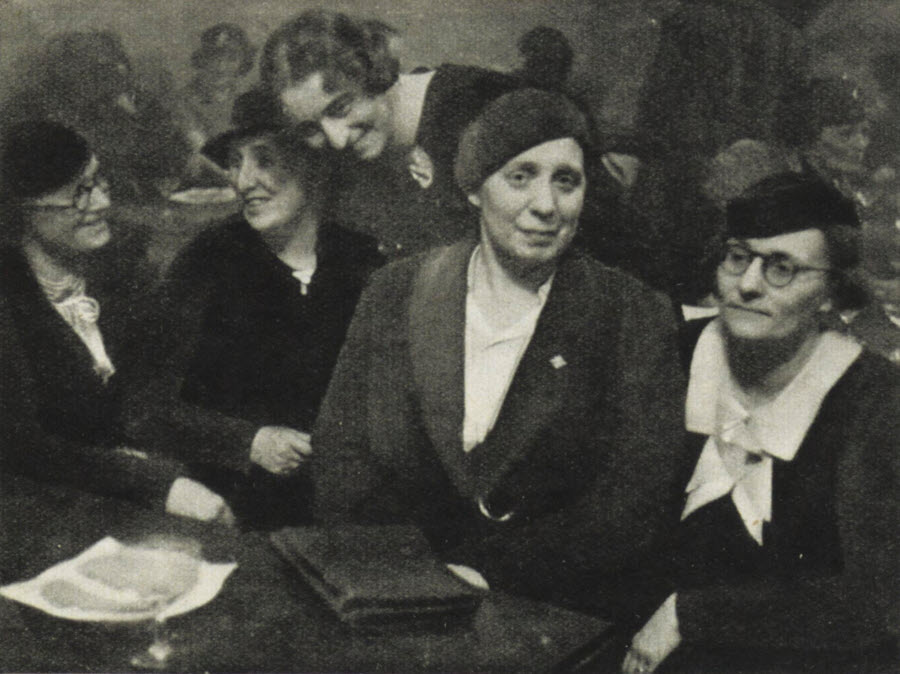
(De g. à dr.) Bernadette Cattanéo, Luce Langevin, Wanda Landy, Margarita Nelken, Maria Rabaté fêtant la victoire du Front populaire en Espagne en 1936, dans le cadre du Comité des femmes.

Elle poursuit son action militante clandestinement sous l'Occupation et, après l'arrestation d'Octave Rabaté, se rend à Paris, où elle est responsable des Femmes patriotes de Normandie, groupe rattaché à l’organisation du Front national pour la Normandie. Elle dirige ensuite, avec Claudine Chomat, à partir de mai 1943, les Comités féminins zone nord du Front national, qui deviendront l'Union des femmes françaises.
En sa qualité de membre du Comité parisien de Libération, Maria Bernuchon représente le 14e arrondissement à l’Assemblée municipale provisoire et, aux élections municipales d’avril-mai 1945, elle est élue dans le premier secteur de la capitale (5e, 13e, 14e arrondissement). De 1945 à 1947, elle est vice-présidente du Conseil général de la Seine.
Aux élections législatives de novembre 1946, Maria Bernuchon est élue députée dans la 1re circonscription de la Seine, de même qu'Ambroise Croizat et André Marty qui était tête de liste. Elle est réélue en 1951 et en 1956.
Sur le pan associatif, Maria Rabaté est membre du bureau national de l’Union des femmes françaises et fait partie du conseil d’administration de l’Association France-Roumanie.

### Députée communiste
Inscrite dans le groupe communiste, elle fait partie pendant ses trois mandats de la commission de la famille, de la population et de la santé publique, commission dont elle exerce la vice-présidente, et à la commission de la justice et de législation. Elle siège également à la commission de la reconstruction et des dommages de guerre de 1946 à 1951.
Elle dépose des propositions de loi notamment sur l’enfance et particulièrement la protection maternelle et infantile et sur l’adoption. Également sur la formation professionnelle du personnel hospitalier, la défense des revendications des infirmiers, des sages-femmes et des assistants sociaux. Par ailleurs, elle fait valoir les revendications en faveur des locataires, comme le moratoire des loyers ou l’interdiction des expulsions.

## Distinctions et hommages
Maria Rabaté est nommée au grade de chevalier dans l'ordre national de la Légion d'honneur et dans l'ordre de la Santé publique.

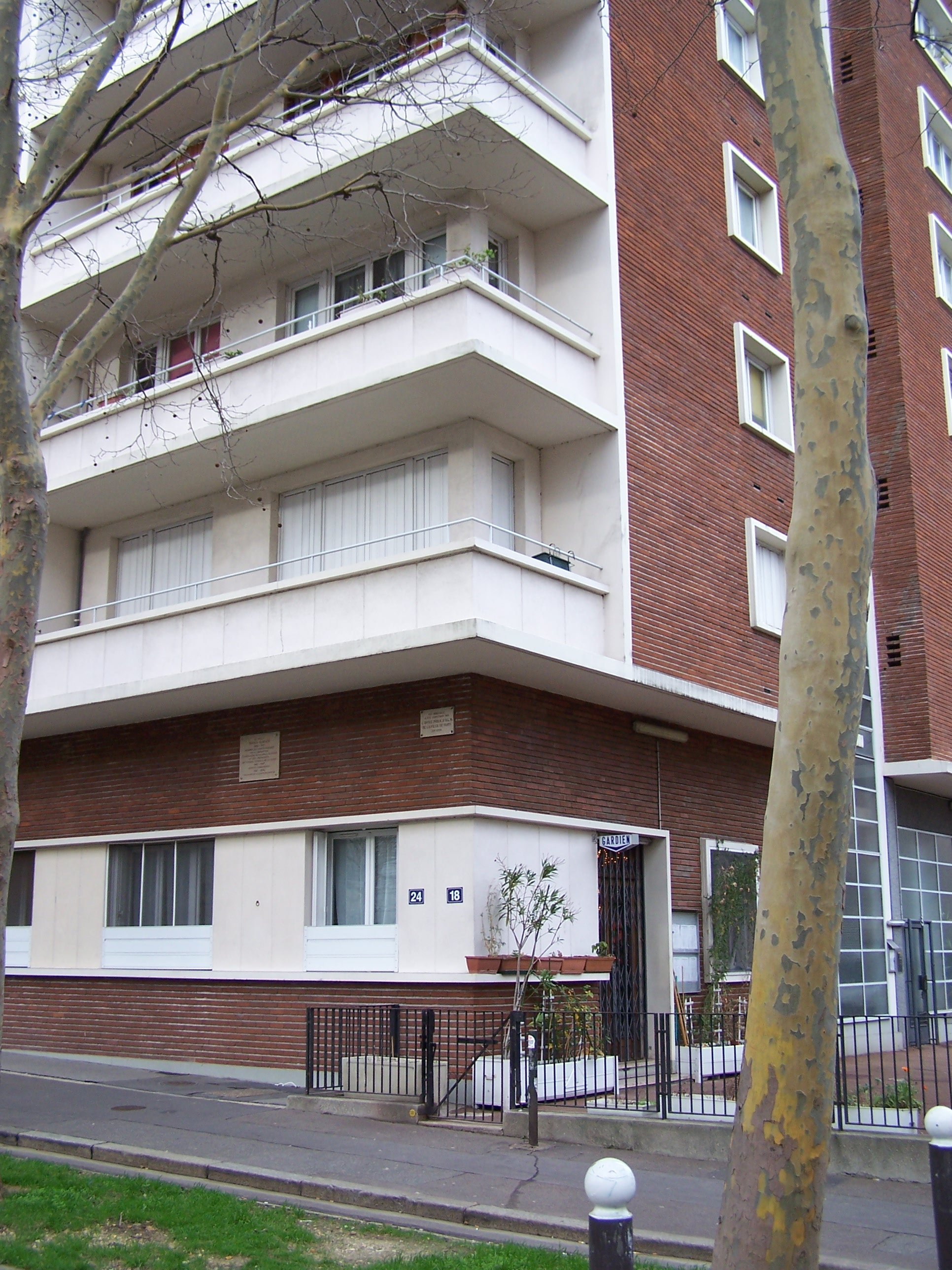
L'immeuble où elle vécut, no 18-24 boulevard Saint-Jacques (14e arrondissement de Paris).
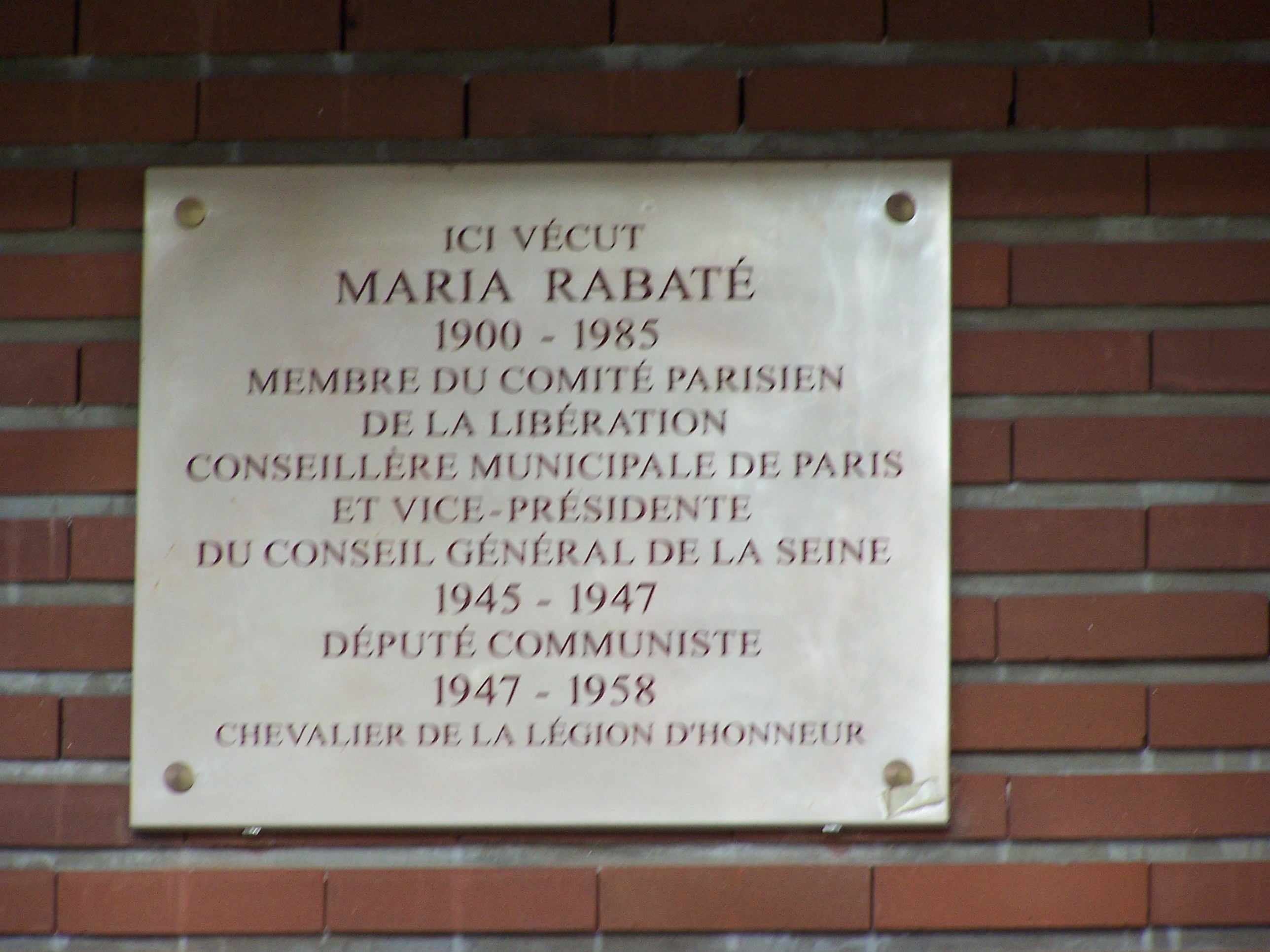
Plaque de la ville de Paris en son hommage à son domicile du boulevard Saint-Jacques.